# Dürerbund
Der Dürerbund war eine kulturpolitische Vereinigung, die von 1902 bis 1935 bestand. Die Namensgebung erinnerte an Albrecht Dürer.

## Geschichte und Programm
Der Dürerbund wurde am 1. Oktober 1902 in Dresden von dem Verleger und Schriftsteller Ferdinand Avenarius im Zusammenwirken mit dem Kunsthistoriker Paul Schumann gegründet. Er war später eng mit dem Deutschen Werkbund und dem Bund Heimatschutz verbunden.
Das Ziel des Vereins bestand in der ästhetischen Erziehung des Volkes und in der Pflege der Kultur. Er wurde zur führenden kulturreformatorischen Organisation im deutschsprachigen Raum. Ihm gehörten neben Künstlern und Schriftstellern vor allem auch Studenten, Lehrer und Theologen an. Er diente außerdem als Vertriebsorgan für die Zeitschrift Der Kunstwart. Dessen weite Verbreitung erleichterte es, namhafte Persönlichkeiten für eine Mitarbeit im Vorstand oder den lokalen Ortsverbänden zu gewinnen, u. a. Adolf Bartels, Marie von Ebner-Eschenbach, Julius Graebner, Elsbeth Krukenberg-Conze, Karl Lamprecht, Friedrich Naumann und Henry Thode.

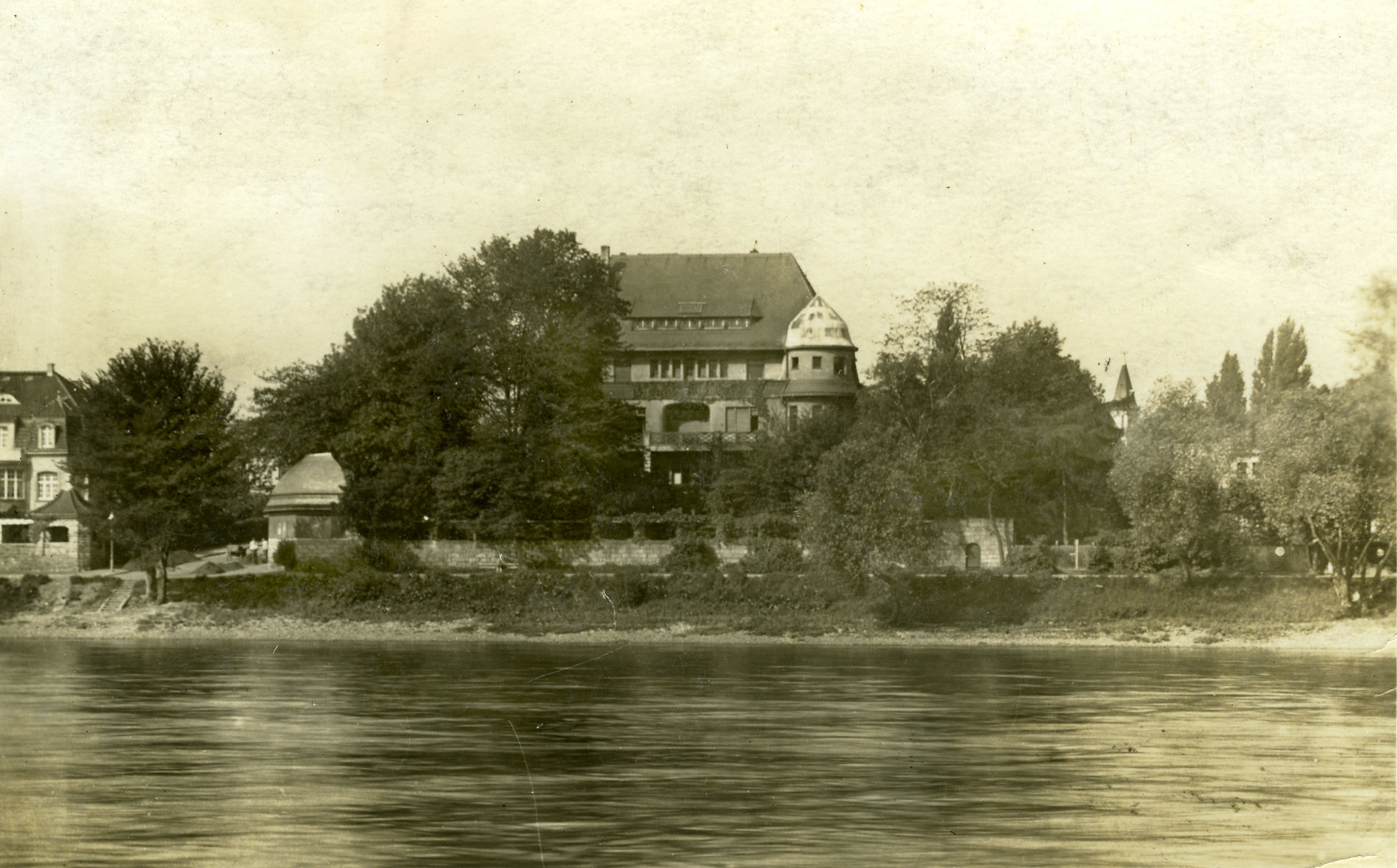
Dürerbundhaus in Dresden-Blasewitz

Die ab 1905 verlegten Flugschriften des Dürerbundes erreichten mit 250 Titeln eine Auflage von 2,8 Millionen Exemplaren. Der Dürerbund gab seinerzeit den besten deutschen Kunstkalender, das Jahrbuch Gesundbrunnen, heraus (Auflage 50.000 Stück). Für literarische Erzeugnisse vergab der Dürerbund begehrte Gütesiegel.
1910 wurde in Dresden-Blasewitz unmittelbar an der Elbe nach Plänen der Architekten Heinrich Tscharmann und Gustav Hänichen das Dürerbundhaus errichtet (ab 1932 Heinrich-Schütz-Straße 2; zerstört am 13. Februar 1945). 1912 gehörten dem Dürerbund mehr als 300.000 persönliche bzw. mittelbare Mitglieder in Institutionen an. Die 1914 in Hellerau gegründete Dürerbund-Werkbund-Genossenschaft gab ein Jahr später das Deutsche Warenbuch mit Qualitätsbewertungen für industrielle Erzeugnisse heraus.
Nach Avenarius’ Tod 1923 übernahmen Paul Schumann, dessen Sohn Wolfgang Schumann sowie Paul Schultze-Naumburg die Führung des Dürerbunds. Es erfolgte eine weitere Ausweitung der Aktivitäten, u. a. ging die Herausgabe der vielgelesenen Deutschen Jugendbücherei an den Bund. Der Dürerbund wurde am 21. Dezember 1935 von Karl Hanusch aufgelöst.

## Ausstellungen (Auswahl)
- 1908 in Blasewitz: Beteiligung an einer „Ausstellung gegen Schundliteratur“
- 1911 in verschiedenen sächsischen Ortschaften: Werke von Arbeiterdilettanten
- 1920 in Osnabrück: Wilhelm Gdanietz, Gemälde
- 1923 in Osnabrück: Theodor Doebner, Karl Thylmann (postum), Erich Feyerabend, Karl Allöder. Malerei, Graphik, Plastik

## Veröffentlichungen
- als Hrsg.: Österreichische Flugschriftenreihe. Dürerbund, Arbeitsstelle für Österreich, Wien & Callwey, München
  - H. 1: Karl Giannoni: Fremdenverkehr und Heimatschutz. (1926)[2]
  - H. 2:  Günther Schlesinger: Mensch und Natur. (1926)
- als Hrsg.:  Jahresbericht: Deutscher Dürerbund in Konstantinopel.[3]
- Anton Hrodegh: Aus der ferneren Vergangenheit von Langenlois und dem südöstlichen Waldviertel. Verlag Dürerbund, Langenlois 1919